# Zbigniew Pacelt
Zbigniew Pacelt (Ostrowiec Świętokrzyski, 26 agosto 1951 – Varsavia, 5 ottobre 2021) è stato un pentatleta e nuotatore polacco.

## Palmarès
In carriera ha conseguito i seguenti risultati:
- Mondiali:

San Antonio 1977: oro nel pentathlon moderno a squadre.
Jönköping 1978: oro nel pentathlon moderno a squadre.